# Кеккин, Лука
Лука Кеккин (итал. Luca Checchin; 3 мая 1997 года, Вогера, Италия) — итальянский футболист, полузащитник.

## Клубная карьера
Лука — воспитанник академии «Алессандрии». В 2014 году находился на просмотре в «Вероне», после чего вернулся обратно и затем был полностью выкуплен.
С сезона 2015/16 — игрок основной обоймы клуба. На поле в Серии А появлялся четыре раза. Дебют пришёлся на 28 октября 2015 года. В поединке против «Фиорентины» он вышел на замену на 83-й минуте вместо Матузалема.